# Sophia Braheová
Sophia Braheová, po svatbě Sophie Thott Langeová (24. srpna 1559 nebo 22. září 1556 Knudstrup – 1643 Helsingør) byla dánská šlechtična a badatelka narozená ve Švédsku. Měla značné znalosti astronomie, chemie a medicíny a pomáhala s pozorováními svému bratru Tycho Brahemu.

## Život
Narodila se jako nejmladší z deseti dětí královského rádce Otte Braheho a dvorní dámy královny Žofie Beate Bille Braheové. Jejím nejstarším bratrem byl astronom Tycho Brahe. Ačkoli nevyrůstali společně, velmi se sblížili, když Sophia dospívala a projevily se u ní sklony k vědě, stejně jako u bratra. Spojil je odpor rodičů vůči těmto zájmům, které oba rodiče hodnotili jako nevhodné pro členy vysoké aristokracie.
V roce 1579 se provdala za Ottu Thotta. Porodila mu syna (1580), manžel však v roce 1588 zemřel. Po smrti manžela spravovala majetek rodu Thottů v Eriksholmu (dnes hrad Trolleholm), dokud její syn nebude zletilý. Během této doby se kromě studií chemie a medicíny stala také zahradnicí. Zahrady, které vytvořila v Eriksholmu, byly považovány za výjimečné. Zajímala se také o chemii a medicínu, široce využívala poznaného principu, že malé dávky jedu mohou sloužit jako silné léky, a své schopnosti využívala k léčbě místních chudých. Věnovala se také studiu astrologie a pomáhala bratrovi s výrobou horoskopů. Ačkoli Brahe vyjádřil pochybnosti, že by mohla astrologii porozumět do hloubky žena, je dokázáno, že v 90. letech již většinu Braheových horoskopů vytvářela Sophia.
Sophia často bratra navštěvovala v jeho observatoři Uranienborg na ostrově Hveen. Pomáhala Brahemu s řadou pozorování, například s těmi z 11. listopadu 1572, které vedly k objevení supernovy, která se nyní nazývá SN 1572, a také s pozorování zatmění měsíce 8. prosince 1573. Objev SN 1572 byl obzvláště významný, neboť přispěl k rostoucímu množství důkazů, které vyvracely geocentrický model vesmíru. Je dokázáno, že řada Sophiiných příspěvků vědě byla později připsána Braheho žákovi Johannesi Keplerovi.
V Uranienborgu se Spohia jednoho dne také seznámila se šlechticem a alchymistou Erikem Langem. V roce 1590 se s ním zasnoubila. Lange utratil většinu svého jmění při alchymických pokusech, takže na vstup do manželství musela několik let čekat, mj. proto, že Lange prchal před svými věřiteli. Tycho Brahe napsal o Langem a své sestře báseň Urania Titani. V ní Sophii ztotožňuje s Uranií, múzou astronomie. Tycho byl jediný z rodiny, kdo její vztah s Langem přijal, zbytek rodiny jí odsoudil a zavrhl.
V roce 1602 se snoubenci vzali v německém Eckernförde. Chvíli žili v tomto městě v extrémní chudobě. Dochoval se dlouhý dopis, který Sophia napsala své sestře Margrethe Braheové. Píše v něm, že musí nosit děravé punčochy, a že Langeho svatební oblečení bylo po svatbě nutné vrátit do zastavárny. Vyčítá své rodině rovněž její postoj k vědě, a že ji připravila o peníze, na které má nárok. Lange při pokusech vyrobit zlato utratil i všechny Sophiiny peníze. Od roku 1608 žil Lange v Praze, kde našel jako mnoho jiných alchymistů útočiště na dvoře Rudolfa II. V Praze také roku 1613 zemřel.
Poté, v roce 1616, se Sophia usadila na dánském ostrově Sjælland, ve městě Helsingør. Pracovala především jako zahradnice a bylinkářka. Poslední roky strávila psaním genealogie dánských šlechtických rodů. První verzi své knihy publikovala v roce 1626. Její práce je stále považována za hlavní historický zdroj pro rané dějiny dánské šlechty. Zemřela v Helsingøru v roce 1643, byla ovšem pohřbena ve vesnici Torrlösa, která nyní náleží Švédsku (stejně jako její rodiště), to proto, že se v místním kostele nacházela pohřební kaple rodiny Thottových.
Básník Johan L. Heiberg nabádal, že „Dánsko nikdy nesmí zapomenout na vznešenou ženu, která byla mnohem víc než jen sestrou Tycha Braheho" a uvedl též: "Ta zářící hvězda na našem dánském nebi byla ve skutečnosti dvojhvězdou".